# São Miguel do Gostoso
São Miguel do Gostoso è un comune del Brasile nello Stato del Rio Grande do Norte, parte della mesoregione del Leste Potiguar e della microregione del Litoral Nordeste. Da originario borgo di pescatori, la cittadina, che si affaccia in una ampia spiaggia di sabbia dorata, nel corso degli ultimi anni, ha sviluppato una spiccata vocazione turistica, diventando una delle mete mondiali più importanti per la pratica di sport acquatici di natura velistica come, il windsurf, il kitesurf ed il più recente wingfoil. E ciò, sia per le favorevolissime condizioni climatiche caratterizzate da un caldo aliseo che spira costantemente da sud verso nord, per almeno sei mesi l'anno (da agosto fino a marzo) e sia per l'insediamento, nel corso degli anni, di eccellenti centri sportivi ben organizzati ed attrezzati per l'insegnamento delle sopra citate discipline sportive.